# Wenceslaus van Saksen
Wenceslaus van Saksen (Duits: Wenzel I von Sachsen-Wittenberg) (rond 1337 - Hannover, 15 mei 1388) uit het huis der Ascaniërs was van 1370 tot 1388 hertog van Saksen-Wittenberg, en in die hoedanigheid keurvorst van het Heilige Roomse Rijk, en vorst van Lüneburg.

## Geschiedenis
Hij was de enige zoon van Rudolf I van Saksen en zijn derde echtgenote, Agnes van Lindau. Hij volgde in 1370 zijn halfbroer keurvorst Rudolf II op in Saksen-Wittenberg. In 1376 deed hij mee aan de verkiezing van Rooms-koning Wenceslaus. In de successie-oorlog om hertogdom Brunswijk-Lüneburg kon hij zijn aanspraken op Lüneburg niet waarmaken en met de slag van Winsen in 1388 verloor hij Lüneburg definitief.
Met zijn zonen Rudolf III (†1419) en Albrecht III (†1422) stierf het huis der Ascaniërs uit. Het hertogdom Sachsen-Wittenberg werd door keizer Sigismund overgedragen aan het Markgraafschap Meißen.

## Huwelijk en kinderen
Hij huwde in 1367 met Cecilia van Carrara (-1435), dochter van heer Franciscus I van Carrara, en kreeg de volgende kinderen:
- Rudolf III van Saksen (rond 1370-1419), zijn opvolger
- Wenzel (†1402)
- Erik
- Albrecht III van Saksen-Wittenberg (-1422)
- Margaretha (-1429), gehuwd met hertog Bernhard I van Brunswijk-Lüneburg (-1434)
- Wenceslaus (-1402), aartsbisschop van Maagdenburg
- Anna (-1426), in 1386 gehuwd met hertog Frederik II van Brunswijk-Einbeck, en in 1404 met markgraaf Balthazar van Meißen (1336-1405).

## Voorouders
| Voorouders van Wenceslaus van Saksen (1337-1388) | Voorouders van Wenceslaus van Saksen (1337-1388)                     | Voorouders van Wenceslaus van Saksen (1337-1388)                     | Voorouders van Wenceslaus van Saksen (1337-1388)                              | Voorouders van Wenceslaus van Saksen (1337-1388)                              | Voorouders van Wenceslaus van Saksen (1337-1388)           | Voorouders van Wenceslaus van Saksen (1337-1388)           | Voorouders van Wenceslaus van Saksen (1337-1388)           | Voorouders van Wenceslaus van Saksen (1337-1388)           |
| ------------------------------------------------ | -------------------------------------------------------------------- | -------------------------------------------------------------------- | ----------------------------------------------------------------------------- | ----------------------------------------------------------------------------- | ---------------------------------------------------------- | ---------------------------------------------------------- | ---------------------------------------------------------- | ---------------------------------------------------------- |
| Overgrootouders                                  | Albrecht I van Saksen (1175-1260) ∞ Helena van Brunswijk (1219-1251) | Albrecht I van Saksen (1175-1260) ∞ Helena van Brunswijk (1219-1251) | Rudolf I (rooms-koning) (1218-1291) ∞ 1245 Gertrude van Hohenberg (1255–1281) | Rudolf I (rooms-koning) (1218-1291) ∞ 1245 Gertrude van Hohenberg (1255–1281) | ? (–) ∞ ? (-)                                              | ? (–) ∞ ? (-)                                              | ? (–) ∞ ? (-)                                              | ? (–) ∞ ? (-)                                              |
| Grootouders                                      | Albrecht II van Saksen (1250-1298) ∞ Agnes van Habsburg (1257-1322)  | Albrecht II van Saksen (1250-1298) ∞ Agnes van Habsburg (1257-1322)  | Albrecht II van Saksen (1250-1298) ∞ Agnes van Habsburg (1257-1322)           | Albrecht II van Saksen (1250-1298) ∞ Agnes van Habsburg (1257-1322)           | Ulrich I van Lindau-Ruppin (-) ∞ ? (-)                     | Ulrich I van Lindau-Ruppin (-) ∞ ? (-)                     | Ulrich I van Lindau-Ruppin (-) ∞ ? (-)                     | Ulrich I van Lindau-Ruppin (-) ∞ ? (-)                     |
| Ouders                                           | Rudolf I van Saksen (1284-1356) ∞ Agnes van Lindau (-1343)           | Rudolf I van Saksen (1284-1356) ∞ Agnes van Lindau (-1343)           | Rudolf I van Saksen (1284-1356) ∞ Agnes van Lindau (-1343)                    | Rudolf I van Saksen (1284-1356) ∞ Agnes van Lindau (-1343)                    | Rudolf I van Saksen (1284-1356) ∞ Agnes van Lindau (-1343) | Rudolf I van Saksen (1284-1356) ∞ Agnes van Lindau (-1343) | Rudolf I van Saksen (1284-1356) ∞ Agnes van Lindau (-1343) | Rudolf I van Saksen (1284-1356) ∞ Agnes van Lindau (-1343) |